# Großsteingräber bei Bahlburg
Die Großsteingräber bei Bahlburg waren drei megalithische Grabanlagen der jungsteinzeitlichen Trichterbecherkultur bei Bahlburg, einem Ortsteil von Winsen (Luhe) im Landkreis Harburg (Niedersachsen). Sie wurden im 19. Jahrhundert zerstört. Johann Karl Wächter führte sie 1841 noch als erhalten, gab aber keine nähere Beschreibung der Anlagen. Sie wurden vermutlich in den folgenden Jahren restlos abgetragen.